# José Luis Pérez Pastor
José Luis Pérez Pastor (Logroño, 22 de diciembre de 1978) es un profesor, escritor y político español, nacido en la localidad riojana de Logroño.

## Trayectoria académica
Es Doctor en Filología Hispánica por la Universidad de La Rioja (2010). Durante la Licenciatura (1996-2000) obtuvo la mención honorífica al mejor expediente de su promoción.
Profesor de Lengua Castellana y Literatura de profesión. Su campo de trabajo filológico ha sido, sobre todo, el estudio de la tradición clásica en la literatura española.
Su tesis versaba sobre las traducciones al castellano de las poéticas clásicas durante los Siglos de Oro y ha publicado el estudio/edición de Las elegías de Esteban Manuel de Villegas (junto con M.ª Ángeles Díez Coronado, IER, 2008), aparte de otros estudios y diversos artículos científicos.
Fue director académico del Instituto de Estudios Riojanos (2011) y dirigió también la revista de cultura popular Belezos (2006-2011), que edita esa misma institución.
En el ámbito educativo ha sido Jefe de Estudios Adjunto del IES Escultor Daniel de Logroño (2005-2011) y director del Centro de Formación y Educación Educativa de la Consejería de Educación (2015) del Gobierno de La Rioja.

## Trayectoria artística y literaria
Como autor literario, ha publicado los libros de poesía Albada y engranaje (CELYA,2003), El lenguaje de las serpientes (junto al poeta Enrique Cabezón, Eds. del 4 de agosto de 2005) y Rosebud (Tres fronteras, 2015). Su primer libro de poesía fue reeditado como Albada y engranaje (edición extendida) (Amazon KDP, 2021) y su segundo como Rosebud (edición extendida) (Amazon KDP, 2025).
También ha publicado el cuento infantil Pablo es poeta (Everest, 2013) y las obras de teatro El amor es un relámpago (Amazon KDP, 2021), Baldomero (Amazon KDP, 2024) y Baldomero y el rey (Amazon KDP, 2025), estas dos últimas sobre diversos episodios de la vida del general Espartero.
Como coordinador, se ocupó de los libros Cuentos por encargo (Ayto. de Logroño, 2003) y El de la triste figura. Visiones de El Quijote desde La Rioja (IER, 2006).
Su obra poética ha sido recogida en antologías como Me chifla la poesía (CELYA, 2003), Vento/viento (CELYA, 2004), Todo y nada: sonetos en homenaje a José Hierro (Ayto. de Ávila, 2005), Orfeo XXI: poesía española contemporánea y tradición clásica (Libros del Pexe, 2005), Planetario (Eds, del 4 de agosto de 2008), Antología del Beso (Mitad doble, 2009), Strigoi. 25 poemas vampíricos, un homenaje a Bram Stoker (Ediciones del 4 de agosto de 2012), Hay caminos: antología-homenaje a José Hierro (Eds. del 4 de agosto de 2013), Ciudad Fonollosa (Eds. del 4 de agosto de 2022) o Versos anfibios (Eds. del 4 de agosto & La Zamarra, 2023) o Un abrazo fuerte: homenaje al poeta David González (Pregunta ediciones, 2025), entre otras.
En este mismo terreno de la literatura, ha ganado varios premios literarios, entre los que destaca, en sus comienzos como escritor, el "Premio Planeta Amateur" de poesía (2000), otorgado por la prestigiosa editorial homónima. Igualmente, ha sido miembro del consejo editorial de la revista literaria universitaria Fábula (1997-1998) y ha ejercido de editor dentro del proyecto editorial “Ediciones del 4 de agosto” (2003-2011).
En el terreno cinematográfico, realizó los intertítulos del cortometraje Kinky Hoodoo Vodoo (2014) del director César Velasco Broca.

## Trayectoria política
En lo tocante a su trayectoria política, ha desempeñado diversos cometidos, tanto dentro de los poderes ejecutivo y legislativo como en la estructura orgánica del Partido Popular de La Rioja.
Así, fue director general de Cultura del Gobierno de La Rioja (2011-2015), cargo desde el que ejerció también la vicepresidencia del Instituto de Estudios Riojanos, la vicepresidencia de la Fundación Sagasta y la vicepresidencia de la Fundación San Millán de la Cogolla.
Dentro de la estructura orgánica de su organización política, ejerció de coordinador general del Partido Popular de La Rioja (marzo de 2016-abril de 2017).
En el ámbito legislativo, ha sido diputado Regional del Parlamento de La Rioja en la VIII legislatura (2011-2015); así como en la IX y en la XI, en las que renunció al acta para desempeñar otras tareas.
A nivel nacional, ha sido senador por La Rioja durante la XI y XII Legislaturas (2015-2019) en el Senado de España.
En 2023, en el seno del Gobierno de La Rioja presidido por Gonzalo Capellán, Pérez Pastor fue nombrado consejero de Cultura, Turismo, Deporte y Juventud.